# Баахлах-Чан-К'авііль
Баахлах-Чан-К'авііль (Балах-Чан-К'авііль, Бахаль-Чан-К'авііль; 18 жовтня 625 — не раніше березня 692) — цар Мутуля, засновник Південного Мутульського царства класичних мая зі столицею в місті Дос-Пілас. Син Мутульського царя. Перейшов на бік запеклих ворогів свого роду, і цим спровокував жорстоку міжусобну війну. Заснував одне з головних царств пізньокласичних мая.

## Першоджерела

Ієрогліфічний запис стародавньої назви городища Дос-Пілас на «Ієрогліфічних сходах 2»

Стела з Дос-Піласа, яку було встановлено за наказом Баахлах-Чан-К'авііля.

Центральна частина «Ієрогліфічних сходів 2» з Дос-Піласа.

Джерелами знань про Баахлах-Чан-К'авііля є написи на ієрогліфічних сходах та стелах і панелях, знайдених археологами у городищі Дос-Пілас — невеликому місті давніх індіанців мая, яке розташоване в регіоні Петешбатун, у південно-західному Петені (Гватемала). Наразі не можна впевнено стверджувати, яку назву городище мало у давнину, оскільки ієрогліфічний топонім Дос-Піласа поки не прочитано. Свого часу популярним було читання Чанха', проте, імовірно, воно не є правильним. Попри свої скромні розміри і порівняно недовгий розквіт (середина VII — середина VIII століття), Дос-Пілас відіграв важливу роль в історії мая класичного періоду. Чотири чи п'ять царів, які правили у Дос-Піласі, перетворили його на столицю держави, яка контролювала торгівельні шляхи по річках Пасьйон, Усумасінта і Салінас.
Городище Дос-Пілас було відкрито 1954 року. З того часу воно інтенсивно вивчається істориками та археологами. На території близько 1 км² виявлено понад 500 кам'яних споруд, включно з пірамідами, палацами та житловими помешканнями. Історію Дос-Піласа викладено на більш ніж 40 монументах міста та регіону, часто з докладністю, що не має аналогів для області мая.
Для відтворення біографії Баахлах-Чан-К'авііля особливо важливими є відомості, які містяться у текстах на «Ієрогліфічних сходах 2» та «Ієрогліфічних сходах 4». У серпні 2001 року археологи знайшли 10 раніше невідомих сходинок «Ієрогліфічних сходів 2», на яких міститься цінна інформація про Баахлах-Чан-К'авііля та історію військових конфліктів між царствами мая. Крім Ієрогліфічних сходів 2 і 4, відомості про життя Баахлах-Чан-К'авііля містяться також на Панелях 6 і 7. Єдиний відомий портрет володаря зберігся на Стелі 9. Усі ці монументи було знайдено в Дос-Піласі. Велике значення має також згадка про Баахлах-Чан-К'авііля на Стелі 5 з Агватеки.
Поганий стан деяких написів, розбіжності в розпізнанні, читанні та тлумаченні низки фрагментів спричинили серед фахівців жваву дискусію навколо розуміння та інтерпретації дос-пілаських текстів. Предметом полеміки є час та обставини появи мутульського царевича у Дос-Піласі, дата його вступу на престол, дата зіткнення з Канульським царством та інші епізоди біографії. Немає згоди навіть у питанні правильного читання імені правителя.

## Ім'я
Ім'я першого правителя Дос-Піласа, як і багато інших царських імен у класичних мая, складається з трьох частин. Читання другої та третьої частини не викликає запитань. Царські імена часто включають ієрогліф неба (мовою давніх мая «чан»), а також ім'я одного з головних божеств, зокрема це може бути ім'я К'авііля — божества-покровителя царської влади і царських династій. Отже, значення цих частин імені Баахлах-Чан-К'авііля є цілком прозорим. А ось щодо читання першого елементу довгий час тривали дискусії.
У науковій літературі можна зустріти різні версії написання повного імені першого царя Дос-Піласа: Балах-Чан-К'авііль, Баахлах-Чан-К'авііль та Бахаль-Чан-К'авііль. Зараз переважна більшість дослідників вважають правильним написання Баахлах-Чан-К'авііль, вперше запропоноване Марком Зендером та Стенлі Гюнтером.
Українською мовою ім'я Баахлах-Чан-К'авііль можна перекласти як «Розколюється Небо — це Бог К'авііль». В іконографії мая К'авііль часто пов'язується із богом дощу Чааком і нерідко є персоніфікованою сокирою у руках Чаака. Тому, імовірно, в імені «Розколюється Небо — це Бог К'авііль» згадуються грім та блискавки, якими супроводжуються регулярні зливи у регіоні мая. Як зазначає Стенлі Гюнтер, таке ім'я цілком відповідає неспокійній вдачі цього правителя давніх мая.

## Народження, дитячі роки та обставини появи у Дос-Піласі
Баахлах-Чан-К'авііль народився у день 9.9.12.11.2, 8 Ік' 5 Кех за літочисленням мая (18 жовтня 625 року). Батьком майбутнього володаря був цар Мутуля (Тікаля) К'ініч-Муваан-Холь II. У багатьох дослідженнях можна зустріти твердження, що Баахлах-Чан-К'авііль та його майбутній ворог Нуун-Ухоль-Чаак були братами, проте насправді джерела не містять свідчень про характер і ступінь спорідненості двох мутульських володарів. Перші роки життя Баахлах-Чан-К'авііля минули на батьківщині, в місті Тікаль (у давнину воно називалося Йашмутуль) — столиці могутньої Мутульської держави, яка, проте, переживала тоді не найкращі часи у своїй історії.
Час та обставини, за яких Баахлах-Чан-К'авііль залишив рідне місто, досі є предметом дискусій через поганий стан відповідних написів і дат на «Ієрогліфічних сходах 2». Наприклад, епіграфіст Ерік Бут вважає, що Баахлах-Чан-К'авііль прибув до Дос-Піласа вже 30 червня 629 року, у віці чотирьох років. Натомість Стенлі Гюнтер реконструює дату у тому самому тексті як 9.9.19.7.8, 10 Ламат 16 Шуль (29 червня 632 року) і вважає, що у написі йдеться не про прибуття до Дос-Піласа, а про один з традиційних обрядів підготовки юного царевича до самостійного правління.
Дмитро Бєляєв приймає датування Гюнтера, але зазначає, що у тексті на «Ієрогліфічних сходах 2» чітко видно знак для складу «лі», що залежно від контексту може бути частиною слів «хулі», «прибув сюди» або «талі», «вирушив сюди з». У будь-якому випадку, це означає, що у червні 632 року Баахлах-Чан-К'авііль або прибув до Дос-Піласа, або залишив Тікаль, щоб прибути туди. Важко сказати, було це переселення добровільним чи вимушеним. На користь другого свідчить той факт, що пізніше Баахлах-Чан-К'авііль називав себе «володарем Мутуля» і відмовляв у цьому титулі своїм сучасникам, дійсним правителям Тікаля, вважаючи їх узурпаторами. Дмитро Бєляєв, втім, вважає, що до зіткнення з Канулем Баахлах-Чан-К'авііль належав до числа союзників Тікаля, інакше йому не було сенсу воювати з Калакмулем. За версією цього дослідника, Баахлах-Чан-К'авііль прибув на південь з метою створити там форпост мутульського впливу, і спочатку не претендував на незалежність. Лише після потрапляння у залежність від Йукноом-Ч'еена II він почав вважати Нуун-Ухоль-Чаака нелегітимним правителем Тікаля і став його ворогом.
Хай там як, але зрештою син К'ініч-Муваан-Холя II опиняється у Петешбатуні — регіоні, розташованому між ріками Пасьйон і Чішой (територія сучасної Гватемали). З часів ранньої класики головними центрами цієї області були міста Тамаріндіто і Арройо-де-П'єдра. Проте, мутульський царевич обрав місцем свого перебування невеликий на той час Дос-Пілас і швидко перетворив його на столицю нової сильної держави. Баахлах-Чан-К'авііль став царем Дос-Піласа у досить молодому віці. Імовірно, його коронація відбулася в день 9.10.10.16.9, 4 Мулук 2 Мак (31 жовтня 643 року), тобто коли юному правителю ледь виповнилося 18 років. Ставши царем, Баахлах-Чан-К'авііль узяв собі титул «Священний Володар Мутуля». Так завжди титулувалися тікальські царі. Прийнявши титул своїх предків, Баахлах-Чан-К'авііль таким чином прямо заявив про свої права на трон Тікаля і про те, що вважає себе законним володарем Мутуля. Така позиція робила конфлікт з батьківщиною неминучим, і зіткнення відбулося вже дуже скоро.

## «Мутульська громадянська війна» і перехід під протекцію Кануля

Йукноом Ч'еен II, Священний Володар Кануля. Зображення на різьбленому келиху з колекції Museum zu Allerheiligen, Шаффгаузен, Швейцарія.

Фото (вгорі) і промальовка (внизу) Стели 9 з Дос-Піласа. Стелу було встановлено у 682 році. Це єдиний портрет Баахлах-Чан-К'авііля, який зберігся до нашого часу.

Переломним моментом у стосунках двох гілок мутульської династії став день 9.10.15.4.9, 4 Мулук' 2 Кумку (7 лютого 648 року), коли Баахлах-Чан-К'авііль під Сакха'алем розбив військо тікальського правителя (за іншою версією, лише представника царського роду Тікаля) Лам-Нах-К'авііля, а сам Лам-Нах-К'авііль загинув у цій битві. Причини та деталі конфлікту невідомі, однак очевидно, що вже у 648 році Баахлах-Чан-К'авііль вперше виступив проти своєї батьківщини і переміг у цій війні. З цієї битви починається запекле військове протистояння двох мутульських царств, яке пройде червоною ниткою крізь усе життя дос-піласького володаря.
Битва 648 року відбулася у місцевості, яка називалася Сакха'аль. Найімовірніше, це те саме місце, яке в інших написах називається Сакха'. Місцезнаходження Сакха' невідоме, але висловлювалося припущення, що вона розташовувалася на озері Сакнаб. Якщо це справді так, тоді битва 648 року мала місце не біля Тікаля чи Дос-Піласа, а у центральному або східному Петені.
Але що ж все-таки стало причиною війни між Дос-Піласом та Тікалем? І як молодий 22-річний цар скромного Дос-Піласа спромігся перемогти військо одного з наймогутніших царств давніх мая? Можливо, відповідь на ці питання криється у тексті на «Ієрогліфічних сходах 4», в якому Баахлах-Чан-К'авііль, розповідаючи про свою перемогу над Лам-Нах-К'авіілем, називає себе «васалом» володаря Канульської держави Йукноом-Ч'еена II. На той час Канульське царство, столицею якого було місто Калакмуль (у давнину мало назву Чіікнааб), стало найбільшою силою у політичному світі мая. У 631 році Калакмуль в союзі з Караколем здобуває перемогу над Наранхо на заході Петену. Після цього його погляди спрямовуються на південний схід.
Про обставини, внаслідок яких Баахлах-Чан-К'авііль став васалом Калакмуля, розповідається на «Ієрогліфічних сходах 2». З розумінням власне тексту немає проблем: Йукноом-Ч'еен II здійснив напад на Дос-Пілас, Баахлах-Чан-К'авііль був розбитий сильним ворогом і мусив тікати до розташованої поблизу і від природи краще захищеної Агватеки. Зате дату події дуже пошкоджено і вона є предметом жвавої полеміки. З певністю можна сказати, що це день Кавак місяця Муваан. Ерік Бут реконструює дату нападу на Дос-Пілас як 9.11.6.4.19, 9 Кавак 17 Муваан (21 грудня 658 року), тобто вже після того, як Йукноом-Ч'еену вдалося встановити контроль над Тікалем. Стенлі Гюнтер вказує на хибність цієї реконструкції і пропонує дату 9.10.18.2.19, 1 Кавак 17 Муваан (23 грудня 650 року). Вадою обох запропонованих дат є те, що сам Баахлах-Чан-К'авііль визнавав свою залежність від Кануля ще у 648 році. Якщо прийняти датування Гюнтера, то події розвивалися дуже дивним чином: спочатку у лютому 648 року Баахлах-Чан-К'авііль, який на той час уже став за невідомих обставин васалом Калакмуля, воює проти своїх тікальських родичів і здобуває перемогу. Потім уже через два роки стосунки з Канулем зіпсувалися настільки, що Йукноом-Ч'еен II мусив здійснити похід на Дос-Пілас. Після цього Баахлах-Чан-К'авііль знову виступає вірним другом та союзником Йукноом-Ч'еена II. Звісно, в історії людства відомі й не такі дивовижні перевтілення. Але, як слушно зазначає український дослідник Віктор Талах, у цьому випадку Кануль не міг бути ініціатором конфлікту 650 року — Дос-Пілас і без того вже визнавав його гегемонію. Провокування ж конфлікту з боку другорядного Дос-Піласа, особливо за умов ворожнечі з Тікалем, видається вкрай сумнівним. Ще сумнівнішою є думка, що Йукноом-Ч'еен II міг так легко вибачити бунтівного васала. З огляду на ці міркування, Віктор Талах робить висновок, що зіткнення Дос-Піласа з Калакмулем відбулося раніше 648 року і датує подію днем 9.10.14.1.19, 10 Кавак 17 Муваан (24 грудня 646 року).
Усі наведені гіпотези ґрунтуються на тому, що одна з частин дати на «Ієрогліфічних сходах 2» поновлюється як 17 Муваан. Проте, як випливає з чіткішої фотографії, оприлюдненої Стівеном Хаустоном, дата на сходах — це не «17 Муваан», а «12 Муваан», що може відповідати дню 9.10.11.0.19, 2 Кавак 12 Муваан (20 грудня 643 року) або ж 9.10.15.1.19, 6 Кавак 12 Муваан (19 грудня 647 року). Сам Хаустон віддає превагу першому варіантові, але не виключений і другий.
Таким чином, у світлі останніх досліджень, події розвивалися так: невдовзі після свого воцаріння Баахлах-Чан-К'авііль у 643 або 647 роках став жертвою нападу з боку Калакмуля і мусив тікати до Агватеки, де визнав верховну владу володарів Кануля. Причини, через які цар Кануля Йукноом-Ч'еен II досить милостиво поставився до переможеної сторони, є цілком прозорими — підконтрольний тікальський царевич був ідеальним інструментом у боротьбі з Йашмутулем, головним ворогом Канульської держави. Баахлах-Чан-К'авііль виправдав довіру нового сюзерена. З цього часу і до кінця життя він був надійним та послідовним союзником Калакмуля, і вже у лютому 648 року здобув першу перемогу над Тікалем.

## «Угода в Йаша'». Зростання впливу Дос-Піласа
Перемогу над Дос-Піласом Калакмуль закріпив подальшим просуванням по ріці Пасьйон. У 651 році під покровительство Йукноом-Ч'еена II, імовірно, переходить Канкуен. 652 роком датується згадка про Калакмуль в Іцані.
У день 9.11.4.5.14, 6 Іш 2 Кайаб (15 січня 657 року) Йукноом-Ч'еен II завдає удару своєму головному ворогові — Мутульському царству. Цар Тікаля Нуун-Ухоль-Чаак був розбитий і мусив тікати зі своєї столиці. Однак, встановити повний контроль над Тікалем не вдалося, і сторони мусили шукати компроміс. Десь між 657 та 662 роками родичі і непримиренні вороги Баахлах-Чан-К'авііль та Нуун-Ухоль-Чаак разом беруть участь у церемонії ініціації спадкоємця канульського престолу Йукноом-Йіч'аак-К'ак'а, яка відбулася в місті Йаша' поблизу Калакмуля. Стенлі Гюнтер називає цю подію «угодою в Йаша'». Імовірно, тоді було досягнуто домовленості, за якою Нуун-Ухоль-Чаак залишався правителем Тікаля в обмін на визнання васальної залежності від Кануля. Цікаво, що про цю подію ми знаємо завдяки написам з Дос-Піласа. Можна припустити, що писарі з цього міста свідомо хотіли наголосити, що Нуун-Ухоль-Чаак також був змушений підкоритися Калакмулю. Це дозволяло зобразити подальший конфлікт Дос-Піласа з Тікалем як боротьбу проти бунтівного васала, котрий порушив свою присягу.
Для Баахлах-Чан-К'авііля «угода в Йаша'» означала, що він не зможе повернутися на престол свого батька й змушений і надалі залишатися у Дос-Піласі. Цю невдачу він намагався компенсувати вдалими війнами проти сусідів. 9.11.9.5.19, 9 Кавак 17 Йашкін (13 липня 662 року) Баахлах-Чан-К'авііль разом з союзниками нападає на Кобан. Де знаходився Кобан, точно невідомо. На думку деяких дослідників, це сучасне археологічне городище, розташоване у департаменті Альта-Верапас, далеко на південь від Дос-Піласа. 9.11.11.9.17, 9 Кабан 5 Поп (2 березня 664 року) Баахлах-Чан-К'авііль взяв у полон знатного бранця на ім'я Тахаль-Мо', правителя міста Мачакіла в Петені. Тахаль-Мо' був не першим, але найважливішим полоненим Баахлах-Чан-К'авііля, фраза «Господар Тахаль-Мо'» відтепер стала частиною офіційного титулу дос-піласького володаря. Хоча в написах мета цих походів прямо не зазначається, можна припустити, що Баахлах-Чан-К'авііль намагався розширити сферу свого політичного впливу. Взяття у полон володаря Мачакіли означало просування у східному напрямку. Кобан, можливо, знаходився далеко на півдні. Приблизно у цей самий час Баахлах-Чан-К'авііль одружився із принцесою з Іцана, створивши таким чином сімейний альянс, спрямований на північний захід. На північний схід від Дос-Піласа знаходився центральний Петен і могутній Тікаль. Сюди буде спрямовано подальші дії Баахлах-Чан-К'авііля.
Друга половина 660-х років була дуже спокійним періодом у житті Баахлах-Чан-К'авііля, принаймні нам невідомо про якусь його активну діяльність у цей час. Однак виявилося, що це було лише затишшя перед справжньою бурею.

## Нова війна з Тікалем
Очевидно, досягнутий в Йаша' компроміс був вимушеним і не задовольнив обох мутульських царів. Нуун-Ухоль-Чаак прагнув вирватися із принизливої залежності від Кануля, у той час як Баахлах-Чан-К'авііль не полишав надій повернути престол свого батька. За таких умов нова війна була питанням часу. Наприкінці 672 року Нуун-Ухоль-Чаак несподівано вдирається у Петешбатун і в день 9.12.0.8.3, 4 Акбаль 11 Муваан (11 грудня) захоплює Дос-Пілас. Баахлах-Чан-К'авііль разом із вагітною дружиною мусив тікати в Чаак-Наах («Дім Бога Дощу»). В інших джерелах Чаак-Наах не згадується, його місцезнаходження невідоме. Враховуючи вірогідний напрямок відступу Баахлах-Чан-К'авііля, це місто, можливо, знаходилося на північ від Дос-Піласа. Там у Баахлах-Чан-К'авііля народився син, майбутній цар Дос-Піласа Іцамнаах-К'авііль.
Нам невідомо, що стало безпосереднім приводом для війни, однак ініціатором конфлікту, очевидно, був Нуун-Ухоль-Чаак, адже «цар царів» Йукноом-Ч'еен II рішуче став на бік Дос-Піласа. Як випливає з подальших подій, «мутульська війна» була лише частиною чергового протистояння між «наддержавами» — Тікалем і Калакмулем. У 673 році Нуун-Ухоль-Чаак продовжив свій наступ. На початку червня військом Тікаля було спалено два міста (одне з них — це, можливо, Ель-Перу (давня назва Вака') в північно-західному Петені, давній союзник Калакмуля). 9.12.1.0.3, 9 Акбаль 6 Йашкін (29 червня 673 року) Чаак-Наах було атаковано «людиною з Тікаля». В інших написах з Дос-Піласа «людиною з Тікаля» називають Нуун-Ухоль-Чаака (писарі Дос-Піласа принципово не називають його «Священним Володарем Мутуля», оскільки єдиним законним мутульським царем Баахлах-Чан-К'авііль вважав себе). Дос-піласький цар-вигнанець мусив залишити Чаак-Наах і тікати далі, у Хіш-Віц. Це місто розташовувалося у західному Петені і було союзником Калакмуля, на той час там правив Ханааб-Ті'-Ч'еен. У листопаді того ж року загрозливе становище склалося для одного з найближчих союзників Кануля — розташованого в північно-західному Петені міста Ла-Корона (давня назва Сак-Нікте'), його правитель К'ініч-Йоок-Акан втік до Калакмуля.
Однак, ці успіхи Нуун-Ухоль-Чаака не були довготривалими. Йукноом-Ч'еен II зумів зібрати сили і перейти у контрнаступ. Близько 675 року до сфери впливу Кануля повертається Ель-Перу. Навесні того ж року за підтримки Калакмуля до Ла-Корони повертається К'ініч-Йоок-Акан. У січні 677 року Йукноом-Ч'еен II був присутній на церемонії коронації нового правителя Канкуена Іцам-Чан-Ак-Вітаака. Стенлі Гюнтер припускає, що попередній володар також став жертвою дій з боку тікальців.
9.12.5.9.14, 2 Іш 17 Муваан (16 грудня 677 року) Йукноом-Ч'еен II захоплює місто Пулууль, у якому тоді перебував Нуун-Ухоль-Чаак, і змушує тікальського царя тікати до Ті'-Паптууна. Лише через сім днів після цієї перемоги, у день 9.12.5.10.1, 9 Іміш 4 Паш (23 грудня 677 року) Баахлах-Чан-К'авііль після п'яти років вигнання нарешті повертається до Дос-Піласа. Очевидно, ці дві події тісно пов'язані і після поразки від Йукноом-Ч'еена II Тікаль втратив контроль над Дос-Піласом.
Проте, звільненням Дос-Піласа війна не закінчилася, оскільки ворожнеча між двома мутульськими царями-родичами стала занадто непримиренною. У день 9.12.6.16.17, 11 Кабан 10 Соц' (3 травня 679 року) відбулася битва, що стала ключовою у протистоянні. Тікальське військо Нуун-Ухоль-Чаака було розгромлено Баахлах-Чан-К'авіілем і воїнами Дос-Піласа. Про масштаб перемоги свідчить поетична фраза на «Ієрогліфічних сходах 2»: «У день 11 Кабан 10 Соц' повалено зброю Нуун-Ухоль-Чаака, пролито моря крові, нагромаджено гори черепів тринадцяти підрозділів мутульців, це спричинив Баахлах-Чан-К'авііль, Священний Володар Мутуля». Хоча про долю самого Нуун-Ухоль-Чаака нічого не сказано, припускають, що він загинув у бою або одразу після нього, оскільки після цієї битви його ім'я більше не згадується в написах. Фраза «це спричинив Баахлах-Чан-К'авііль» означає, що на чолі війська, яке розгромило Тікаль, стояв безпосередньо володар Дос-Піласа, а не його сюзерен з Калакмуля. Можливо, Йукноом-Ч'еен II, який на той час уже був дуже старим (він народився у 600 році) не зміг особисто взяти участь у поході і доручив Баахлах-Чан-К'авіілю керувати об'єднаною армією.
Цілком ймовірно, що після цієї перемоги Баахлах-Чан-К'авііль узяв Тікаль під свій контроль. Хоча безпосередніх повідомлень про це немає, на користь такого припущення свідчать деякі непрямі докази. Син Нуун-Ухоль-Чаака Хасав-Чан-К'авііль І коронувався як цар Тікаля лише у 682 році, через три роки після загибелі батька. Тому Стенлі Гюнтер вважає, що в 679—682 роках у Тікалі правив Баахлах-Чан-К'авііль. Ще далі пішов російський історик Дмитро Бєляєв, який висловив думку, що в 682 році Хасав-Чан-К'авііль перебував на становищі «царя у вигнанні» і його коронація була суто формальною, а реально до 690/691 років Тікаль був під владою Баахлах-Чан-К'авііля. Бєляєв вважає, що поїздки Баахлах-Чан-К'авііля у 682 та 686 роках до двору «царя царів» у Калакмулі свідчать про його повний контроль над центральним Петеном.
Та незалежно від того, чи довелося Баахлах-Чан-К'авіілю царювати в Тікалі, перемога 679 року не принесла на землі мая стійкого миру. У лютому 680 року цар Наранхо (у давнину місто називалося Вакчабналь, а царство — Сааль) напав на Караколь (Хушвіца') і здобув перемогу. Зважаючи на те, що Караколь, як і Дос-Пілас, був давнім союзником Кануля, можна припустити, що це також був черговий епізод у масштабному протистоянні Калакмуля і його противників. Очевидно, між 680 та 682 роками Калакмуль і його союзники завдають удару у відповідь, внаслідок якого не лише загинув цар Наранхо, а й обірвалася місцева династія. Ми не знаємо, хто керував розгромом Наранхо, але Стенлі Гюнтер припускає, що це зробив Баахлах-Чан-К'авііль у союзі з Калакмулем. У день 9.12.10.5.12, 4 Еб 10 Йаш (30 серпня 682 року) його донька Іш-Вак-Чан прибула до Наранхо, стала там царицею і через п'ять років відродила династію Сааля, народивши сина К'ак'-Тілів-Чан-Чаака. Це був великий політичний успіх дос-піласького володаря, який значно зміцнив його становище.

## Останні роки життя
Про життя та діяльність Баахлах-Чан-К'авііля після 679 року збереглися лише уривчасті відомості. «Ювілейну» дату 9.12.10.0.0, 9 Ахав 18 Соц' (10 травня 682 року) він відсвяткував у Калакмулі, де разом зі своїм сюзереном Йукноом-Ч'ееном II здійснив ритуальний танець. У цей самий день в Дос-Піласі було посвячено «Ієрогліфічні сходи 4».
У день 9.12.12.11.2, 2 Ік' 10 Муваан (7 грудня 684 року) Баахлах-Чан-К'авіілю виповнилося три двадцятиріччя за календарною системою мая. Він протанцював урочистий танець, що мав назву Хуш-Ахен-Ч'еен, про що було зроблено запис на сходинці, якою доповнили побудовані за два роки до того ієрогліфічні сходи.
Навесні 686 року помер Йукноом-Ч'еен II. 9.12.13.17.7, 6 Манік 5 Сіп (6 квітня 686 року) Баахлах-Чан-К'авііль знову відвідав Калакмуль щоб бути присутнім на церемонії коронації нового володаря Кануля Йукноом-Йіч'аак-К'ак'а, якому він приблизно чверть століття тому присягав у Йаша'. Цим кроком Баахлах-Чан-К'авііль підтвердив, що залишається вірним союзником і васалом Калакмуля навіть після смерті Йукноом-Ч'еена II.
Тим часом для Кануля та його союзників наближалися тривожні часи. Смерть Йукноом-Ч'еена II збіглася зі зміною співвідношення сил у світі мая. Йукноом-Йіч'аак-К'ак' не зміг підтримати могутність Кануля на рівні батьківських часів. Після того, як він прийшов до влади, престиж, вплив і сила Кануля починають стрімко падати. У той самий час Тікаль переживає відродження після тривалого занепаду і переходить у наступ. Вже у 691 році новий цар Тікаля Хасав-Чан-К'авііль І примусив калакмульців сплатити йому данину. Ці зміни могли лише негативно позначитися на становищі Дос-Піласа, який належав до союзників Калакмуля і був давнім ворогом Тікаля.
Очевидно, останні роки життя Баахлах-Чан-К'авііля минули у напруженій боротьбі за збереження позицій Дос-Піласа за нових несприятливих умов. У день 9.13.0.0.0, 8 Ахав 8 Во (18 березня 692 року) Баахлах-Чан-К'авііль провів традиційну церемонію закінчення чергового календарного періоду. Це остання згадка про нього, яка дійшла до нас. Дата смерті дос-піласького володаря невідома. Його син Іцамнаах-К'авііль коронувався у день 9.13.6.2.0, 11 Ахав 18 Во (27 березня 698 року), отже, Баахлах-Чан-К'авііль мав померти раніше цієї дати. Однак, якщо правильною є гіпотеза, за якою його старшим сином і другим правителем Дос-Піласа був Іцамнаах-Балам, тоді Баахлах-Чан-К'авііль, імовірно, помер задовго до 698 року. Місце поховання Баахлах-Чан-К'авііля також невідоме. Логічно припустити, що його гробницею могла бути Споруда L5-49, оскільки з нею пов'язані «Ієрогліфічні сходи 2», на яких викладено біографію цього володаря, однак підтвердити чи спростувати це припущення наразі неможливо.

## Родина і нащадки
Баахлах-Чан-К'авііль був одружений двічі. Першу його дружину звали Іш-Вак-Булу', вона походила з роду «західних калоомте'», тобто, можливо, належала до родини калакмульських царів. Від неї у Баахлах-Чан-К'авііля народилася донька Іш-Вак-Чан, майбутня цариця Наранхо. Ми не знаємо, що спонукало дос-піласького володаря укласти другий шлюб. Можливо, Іш-Вак-Булу' рано померла і не залишила спадкоємця чоловічої статі. Не можна виключати й того, що Баахлах-Чан-К'авііль був багатоженцем. Його другою дружиною стала царівна з міста Іцана — одного із головних політичних центрів Петешбатуна. Вона була матір'ю Іцамнаах-К'авііля, народженого «у вигнанні» в 673 році, а також Іцамнаах-Балама, дата народження якого невідома.
З-поміж дітей Баахлах-Чан-К'авііля найпомітніший слід в історії мая залишила його донька Іш-Вак-Чан, яка в науковій літературі відома також під прізвиськом «Пані Шести Небес». У 682 році вона прибуває до Наранхо, щоб відродити місцеву царську династію. У січні 688 року в неї народжується син К'ак'-Тілів-Чан-Чаак, який у 693 році був коронований як новий цар Наранхо. Іш-Вак-Чан фактично правила в Наранхо до повноліття свого сина, за її володарювання Сааль проводив активну зовнішню політику.
Сини Баахлах-Чан-К'авііля Іцамнаах-Балам та Іцамнаах-К'авііль стали спадкоємцями свого батька на престолі Дос-Піласа. Правління Іцамнаах-Балама було коротким (не більше шести років), однак саме за його володарювання було споруджено «Ієрогліфічні сходи 2», завдяки яким ми знаємо біографію Баахлах-Чан-К'авііля краще, ніж будь-якого іншого царя давніх мая.
Іцамнаах-К'авііль був царем Дос-Піласа у 698—726 роках. Він підтримував традиційні відносини з Калакмулем і у 705 році здобув перемогу в сутичці з давнім ворогом — Тікалем. Проте загалом характерною рисою правління Іцамнаах-К'авііля є відмова від амбітних батьківських планів щодо встановлення контролю над «північним» Мутулем і зосередження на зміцненні гегемонії Дос-Піласа у Петешбатуні.
Після смерті Іцамнаах-К'авііля для дос-піласького царства настають темні часи внутрішнього розбрату і безперервних війн, які підірвали міць південного Мутуля. Переломним став 761 рік, коли правитель сусіднього міста Тамариндіто Чаналь-Балам (можливо, за підтримки якихось могутніх союзників) завдав останньому володареві Дос-Піласа К'авііль-Чан-К'інічу страшної поразки, після чого захопив і сплюндрував Дос-Пілас. Наслідки цієї події були справді катастрофічними: в місті раптово припиняється будівництво, залишаються незавершеними розкішні «Ієрогліфічні сходи 1». Імовірно, мешканці залишили стару столицю. Держава, яку з такими зусиллями створив Баахлах-Чан-К'авііль, припинила своє існування. Остаточно уламки цього царства, на кшталт Агватеки, загинули разом з усім світом класичних мая.